# 林有立
林有立（越南语：／；1877年—1948年），越南阮朝官員。

## 生平
林有立是南定省南直縣大安社（今属南定省南直縣南勝社大安村）人，嗣德三十年（1877年）出生。成泰十二年（1900年），參加河南場鄉試，考中舉人。啟定元年（1916年），會試中格，庭試考中副榜。歷任規式場訓導、金榜知縣、知府。